# リッチ・バートン
リッチ・バートン(Rich Barton)ことリチャード・バートン（Richard Barton、1967年6月2日 - ）は、アメリカ合衆国のインターネット起業家である。旅行予約サイトのExpedia、不動産情報サイトのZillow、求人情報サイトのGlassdoorを設立した。現在はZillowグループのCEOである。また、ベンチャーキャピタルのベンチマークのベンチャーパートナーであり、NetflixやArtsyの取締役も務めている。
2003年には、MITテクノロジーレビューの35歳以下のイノベータートップ10に選出された。2012年4月には、バラク・オバマ大統領の「大陸起業家精神のための大統領大使」(Presidential Ambassadors for Continental Entrepreneurship)に選出された。
バートンの企業の多くは、業界の透明性を高め、人々にデータや情報を提供している。Expediaでは旅行に関する情報を、Zillowでは不動産に関する情報を、Glassdoorでは給与や企業評価に関する情報を提供している。バートンは"power to the people"（パワー・トゥ・ザ・ピープル、人々に力を）を自身のビジネス哲学としている。

## 若年期と初期のキャリア
バートンは教師と機械エンジニアの息子として生まれ、コネチカット州ニュー・カナーンで育った。1989年にスタンフォード大学を卒業し、工学の学位を取得した。卒業後はまずAlliance Consulting Groupで働き、1991年よりマイクロソフトで働き始めた。
バートンの先祖であるジョン・バートンととその息子のホーレスは、1999年にサウスダコタ州のテニスの殿堂入りを果たした。

## 起業家として
マイクロソフト在籍中の1994年、同社の旅行予約システム部門としてExpediaを設立した。1994年、マイクロソフトはCD-ROMによる旅行ガイドブックの制作を計画していた。当時バートンは、テキストベースのインターネットサービスに慣れ親しんでいたが、在宅勤務の旅行代理店向けに設計されたオンラインサービスを見つけた。これは会社にとって大きなチャンスだと感じたバートンは、オンライン旅行予約サービスのアイデアをビル・ゲイツ、スティーブ・バルマー、ネイサン・ミアボルドに提案した。彼らはバートンにプロジェクトを進める許可を与え、1996年に"Expedia"という名前でサービスが開始された。Expediaは1999年にマイクロソフトから独立して、バートンはそのCEOとなり、2003年に36億ドルで買収されるまでその地位にあった。
Expediaの買収後、1年間実業界から離れていた。2004年にシアトルに戻り、同じくマイクロソフト、Expediaに在籍していたロイド・フリンクと共にZillowの立ち上げに向けて活動を開始した。バートンとフリンクは、会社の立ち上げまで起業準備をしていることをほとんど明かしていなかった。
Zillowでは好調な収益を報告しており、2020年2月、『フォーブス』はバートンが資産総額が10億円を超える「ビリオネア」になったと報じた。